# Френска окупация на Тесалия (1917)
Френската окупация на Тесалия (на гръцки: Η μάχη της σημαίας – в буквален превод: Битката за знамето) се осъществява през юни 1917 г., по време на Първата световна война.

## Хронология
Френската армия заема последователно от сутринта на 10 юни 1917:
1. на 11 юни – Еласона
2. на 12/14 юни – Лариса
3. на 13/15 юни – Велестино, Волос и Трикала
4. на 15/17 юни – Каламбака
5. на 26 юни – Ламия [6]

## Контекст
Френската окупация се осъществява през юни 1917 г. След като цялата територия на Тесалия, присъединена към Гърция през 1881 г., е окупирана от френската армия, крал Константинос I абдикира на 15 юни 1917 г. – в полза на сина си. 
На 27 май 1917 г. на англо-френска среща в Лондон е решено от лидерите на Антантата да се пристъпи към окупация на Тесалия, която се намира в тил на щаба на силите на Антантата в Солун. От последния град се осъществява командването на солунския фронт.
Конкретният повод за пристъпването към окупация на Тесалия е решението на британците да намалят своите войски на македонския фронт. Френският генерален щаб притиска англичаните за заместване на английските войски с гръцки. Третата причина за окупацията е заради реколтата от тесалийската равнина.

## Реализация
Френският генерал Морис Сарай, командващ съюзническите войски на македонския фронт, отпочва дислокация на военните си сили в Катерини за заемането на Тесалия. На 7 юни приключва концентрацията на войските, състоящи се от два полка инфантерия с по три пехотни батальона; четири кавалерийски полка (съставени от марокански спахии); два артилерийски дивизиона и две ята самолети. Всички тези военни сили са в състав от 20 000 и са поставени под командването на френския генерал Венел. Срещу тази армия, Гръцкото кралство може да противостои на момента с не повече от 800 военнослужещи от 1/38 евзонски полк и 4-ти пехотен полк в Лариса.  Военното командване в Лариса, при постъпилите разузнавателни сведения и ултиматум, прави допитване с искане за инструкции от Атина, т.е. дали трябва да се противопостави силово, или не, на подготвяната френска офанзива. 
Походът на френската армия започва сутринта на 10 юни без съпротива от гръцка страна. На 11 юни французите заемат Еласона, а на 12 юни влизат и в Лариса. Местното гръцко дивизионно военно командване се поставя доброволно на разположение на французите. Въпреки това, в Лариса избухват спорадични престрелки между влизащите френски сили и местните военни. Гръцките войници, открили огън, са обезоръжени и арестувани, обаче част от евзонския полк под командването на лейтенант Атанасиос Франгос , с още 100 войници от други военни части, се опитва да си пробие път за отстъпление към Ламия, носейки със себе си и бойното знаме на частта. Отстъплението е забелязано от французите, и командващият френски генерал заповядва на мароканските кавалеристи и спахии – преследване. Гърците са обградени на 6 km южно от Лариса и се предават след упорита съпротива с убити и много ранени, което събитие и без това обтяга отношенията между Гърция и Антантата, а след два дни и кралят абдикира. Това е и повода за кралската абдикация, след като на следващия ден до Атина достига вестта за смъртта на 59 гръцки офицери и войници, срещу които французите дават в жертва двама свои офицери и още седем ранени войника. 
След битката, френското командване заповядва ареста на 49 гръцки офицери и 269 гръцки войници. Войниците в плен са използвани от французите за домакинска работа и ремонтни работи по пътя за Литохоро, а офицерите са задържани под стража в старите турски казарми в Катерини. Преследващите и победили ги сенегалски и марокански спахии са наградени за плененото гръцко бойно знаме на честта, а командващият френската окупационна операция генерал получава най-високото отличие – орден на почетния легион. 
На 26 юни френската армия влиза и заема и Ламия, където също има десетина ареста на политически неблагонадеждни въоръжени евзонци. Всички арестувани в хода на френската окупация на Тесалия са прехвърлени в затвора в триетажното немско училище в Солун и са приведени под постоянен затворнически режим. Като затворници са подложени на принудителен труд в пътното строителство, а при отказ от полагане на такъв са лишавани от храна и вода. Освен гръцки военни, в затворническото общежитие в Солун са въведени и още най-малко 200 гръцки депутати, общински лидери, адвокати и лекари. Концентрационният лагер в Солун е ограден с двоен ред телени мрежи, а караула е съставен от камбоджански и сенегалски войници.